# Tyrannochthonius centralis
Tyrannochthonius centralis és una espècie d'aràcnid de l'ordre Pseudoscorpionida de la família Chthoniidae.
Es troba en zones de l'Equador i a Costa Rica.